# Overmere
Overmere belga település, amely Flandria  régióban, Kelet-Flandria tartományban található. A település része Berlare városának, amely a Gent-Aalst-Lokeren városok által bezárt háromszögben található.

## Érdekességek, látnivalók

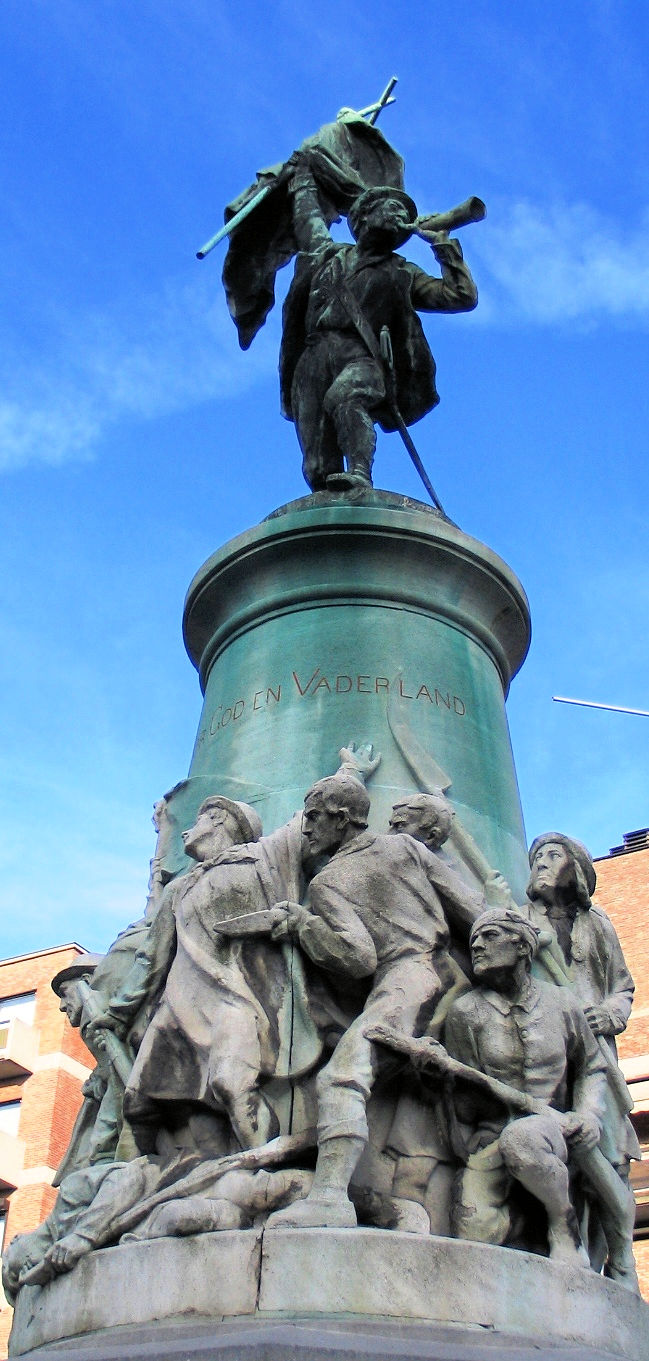
Boerenkrijg-emlékmű Hasseltben

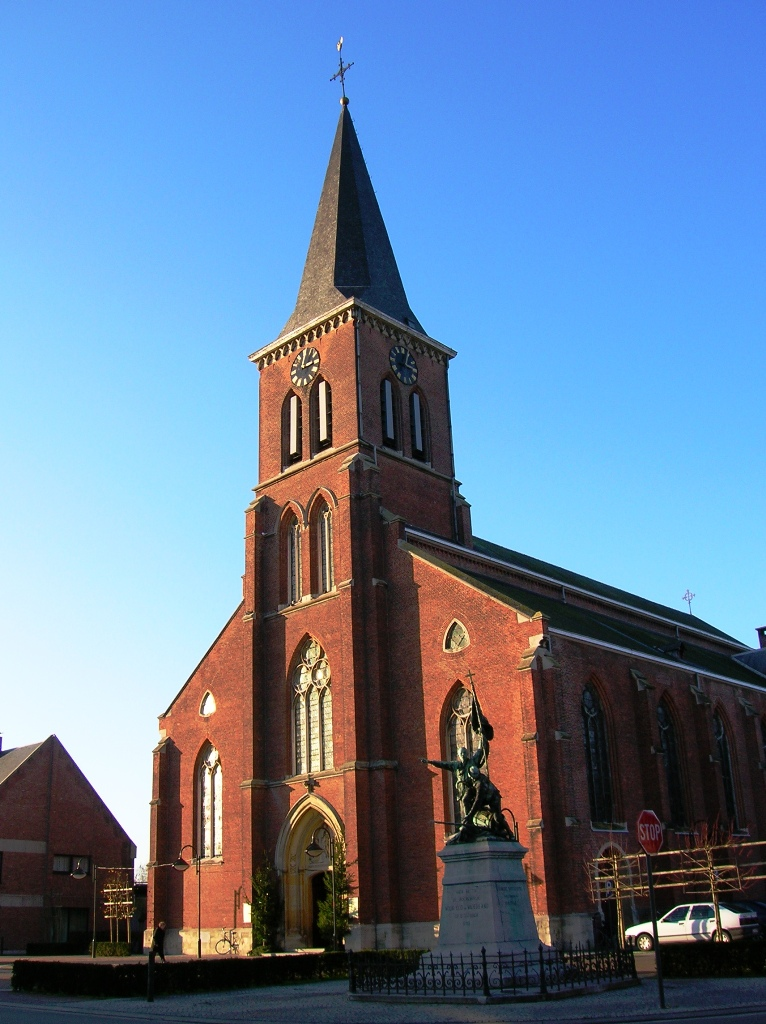
A neogótikus Onze-Lieve-Vrouwkerk templom

A település történetének fontos mozzanata volt az 1798. október 12-én kirobbant felkelés, a Boerenkrijg (azaz parasztháború). Erre az eseményre  az Október 12-e utcán felállított szobor emlékeztet. Ekkor a flamand brabanti földművesek fellázadtak a francia megszállás ellen. A felkelés közvetlen kiváltó okai a franciák által bevezetett magas adók, a katolikus vallás és a papság üldözése, a templomok és egyházi javak elkobzása és elárverezése, valamint az újonnan bevezetett általános sorkötelesség, amely a francia haderőbe toborozta a flamand parasztokat.
A felkelés, amelyet an angolok fegyverekkel is támogattak, Overmere faluban robbant ki, ahol letartóztattak a sorkötelesség elől bujkáló parasztot. A bujkálók hamarosan csoportokba szerveződtek és egyes helyeken sikeresen űzték el a franciákat, ezeken a településeken létrehozták a saját önkormányzatukat, megsemmisítették a toborzási listákat és visszaállították az egyházi tisztségeket és javakat, a franciák ellen egyesült szövetséges hadak érkezését várva. A flamand városok nem vettek részt a felkelésben, részben mivel az elnyomók intézkedései kevésbé érintették a lakosságot, de leginkább azért, mert a francia haderő java itt állomásozott.
A felkelő egy része a partvidékre vonult, hogy fogadja z érkező angol csapatokat, mások a szerveződő kempeni hadsereghez csatlakoztak. Azonban a felkelést 1798. december 5-én leverték, amikor a felkelők serege Hasselt mellett vereséget szenvedett. A felkelésben becslések szerint 5-10 000 fő halt meg, míg az azt követő megtorlás során legalább 190 vezetőt kivégeztek.

### Látnivalók

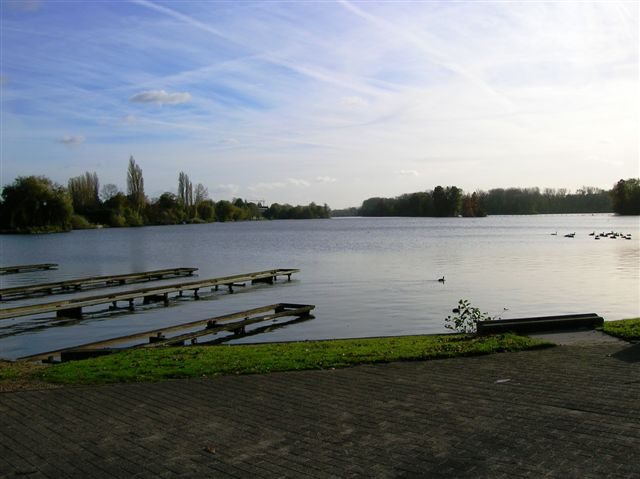
A Donkmeer-polder tavasszal

- A lázadás emlékműve (Boerenkrijgstandbeeld Pa Gijs)
- A Nieuwdonk, Donkmeer közelében található polder, környéke parkosított terület
- A Donkmeer Flandria legnagyobb tava (területe 60ha), kedvelt turistacélpont
- A neogótikus Onze-Lieve-Vrouwkerk Overmere központjában található